# Anna Dryselius
Anna Christina Dryselius, född 5 augusti 1912 på Kristinelunds gård i Mortorp, död 1991, var en svensk konstnär.
Hon var dotter till jägmästaren Gustaf av Petersens och Märta Rappe samt från 1935 gift med Gunnar Daniel Dryselius.
Dryselius bedrev konstnärliga självstudier sedan de tidigare tonåren, hon kompletterade dessa med studier vid Otte Skölds målarskola i Stockholm samt vid l'Académie Biloul i Paris. Hennes debut som utställare skedde i USA där bland annat målningen Autumn over Maria Church Yard valdes ut av Svenska klubbens auspicier för att delta i vandringsutställningen i bland annat Chicago, Detroit, Michigan, Lindsborg Rock Island, Minneapolis, East Orange och Philadelphia. Hennes konst består av barnporträtt, blomsterstilleben och landskap i olja eller akvarell. 
Dryselius är representerad vid bland annar Nationalmuseum